# سوسوکه ایکه‌ماتسو
سوسوکه ایکه‌ماتسو (انگلیسی: Sosuke Ikematsu؛ زادهٔ ۹ ژوئیهٔ ۱۹۹۰) بازیگر اهل ژاپن است.
از فیلم‌ها یا سریال‌های تلویزیونی که وی در آن نقش داشته‌است می‌توان به فورین کازان، یوشی‌تسونه، آخرین سامورایی، چنگیز خان: تا انتهای زمین و دریا، داستان یونوسوکه، یاماتو، بهانه ابدی، پس از توفان، خانواده دزدها و کشتن اشاره کرد.